# Canthylidia notata
Canthylidia notata är en fjärilsart som beskrevs av B.C.S Warren 1925. Canthylidia notata ingår i släktet Canthylidia och familjen nattflyn. Inga underarter finns listade i Catalogue of Life.